# Jan Mączyński (leksykograf)
Jan Mączyński, inne formy nazwiska: Macinius, Maczinsky (ur. 1520 w Gzikowie, zm. ok. 1587 w Miłkowicach) – polski leksykograf, członek wspólnoty braci polskich. W 1603 roku jako autor trafił do pierwszego polskiego Indeksu Ksiąg Zakazanych powstałego z inicjatywy biskupa Bernarda Maciejowskiego.

## Życiorys
Syn Piotra i Anny z Ciemińskich. Dziad jego, Jakub Zajączek herbu Świnka, nabywszy wieś Mączniki począł się od niej nazywać Mączyńskim. Po roku 1540 Jan dostał się na dwór biskupa poznańskiego Sebastiana Branickiego. Z początkiem roku 1543 wyjechał by kształcić się za granicą. 4 kwietnia 1543 immatrykulował się na akademii w Wittenberdze i tam też był m.in. uczniem Filipa Melanchtona. Następnie studiował w Strasburgu jako uczeń wybitnego filologa i leksykografa Piotra Dasypodiusa. W tym okresie zaczął się skłaniać ku reformacji.
Po krótkim pobycie w Paryżu udał się na dalsze studia do Zurychu, gdzie cieszył się względami wybitnych humanistów i teologów, m.in. Heinricha Bullingera. Od stycznia do maja 1547 przebywał w Padwie. Jesienią roku 1550 ponownie pojawił się w Wittenberdze. Tu zaprzyjaźnił się z Lelio Socynem. W roku 1551 powrócił do Polski z opanowanymi dobrze językami: łacińskim, niemieckim, greckim oraz z pewną znajomością francuskiego, włoskiego i hebrajskiego. Przez pewien czas pracował w kancelarii litewskiej, później jako sekretarz wstąpił na służbę Mikołaja Radziwiłła Czarnego. Był kanonikiem kolegiaty kaliskiej; kanonii poznańskiej, przyznanej mu w lutym 1553, w rzeczywistości nie objął.
Po śmierci Mikołaja Radziwiłła w roku 1565 osiadł w rodzinnym Zdziebędowie zajmując się gorliwie szerzeniem reformacji. Później przebywał na dworze króla Stefana Batorego. W latach 1565–1567 przyjął stopniowo wierzenia braci polskich. W roku 1566 posłował z województwa sieradzkiego na sejm lubelski, a w roku 1569 brał udział w synodzie w Bełżycach. Zmarł ok. roku 1587 we wsi Miłkowice, prawdopodobnie popełniwszy samobójstwo.

## Twórczość

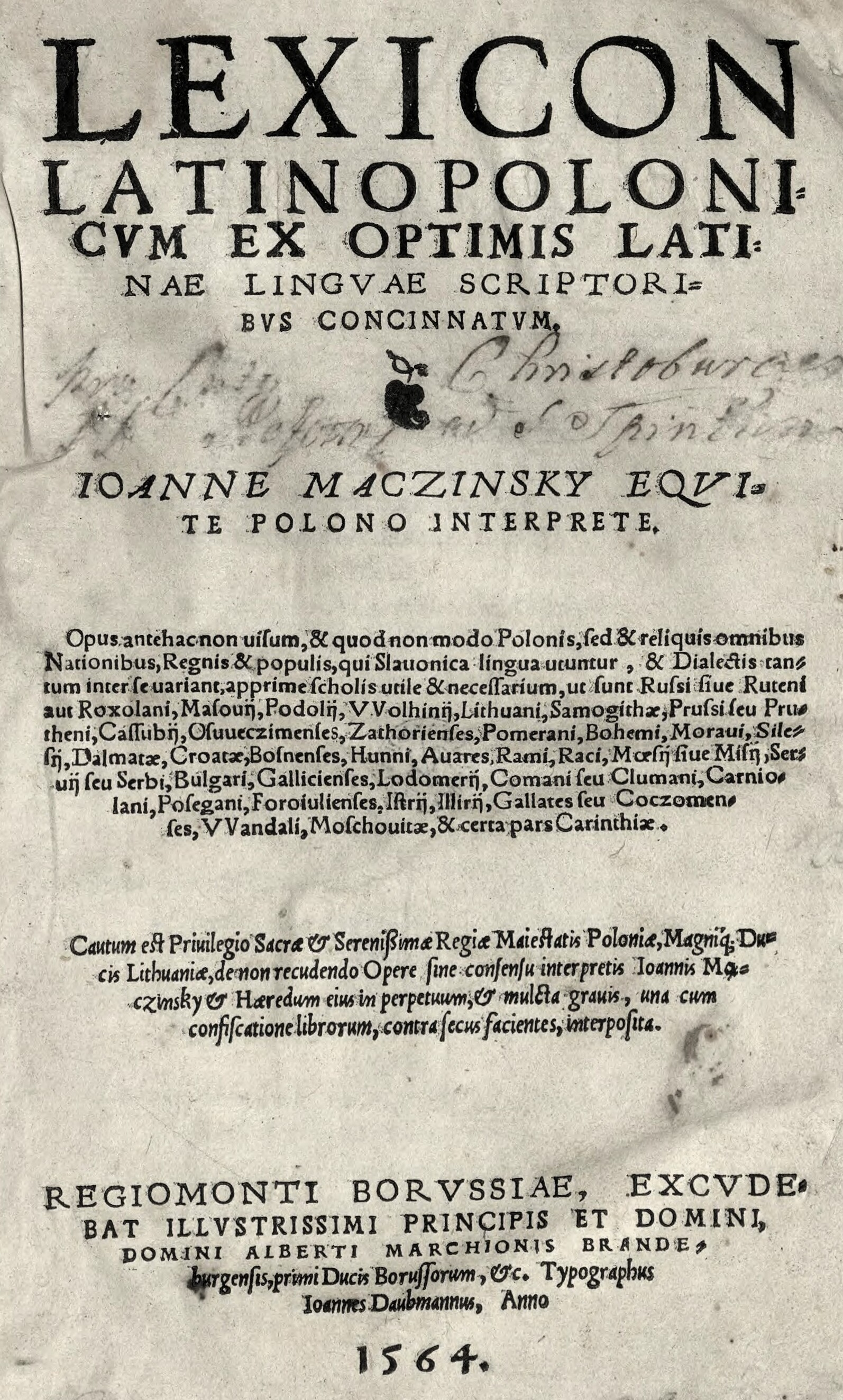
Słownik łacińsko-polski Mączyńskiego wydany w 1564 w Królewcu

Podczas studiów w Zurychu pracował nad słownikiem łacińsko-polskim, który ukończył prawdopodobnie w roku 1546. Wiosną roku 1564 przebywał w Królewcu, by dopilnować druku słownika, którego niefortunnym korektorem był Jan Sandecki-Malecki. Tu właśnie wydał pierwszy wielki łacińsko-polski słownik Lexicon Latino Polonicum Ex Optimis Latinae Linguae Scriptoribus Concinnatum zawierający ok. 20 tys. haseł łacińskich i ich polskich odpowiedników. Wydanie słownika Mączyńskiego dla ówczesnych humanistów polskich było tak znaczącym wydarzeniem, że Jan Kochanowski uwiecznił je we fraszce pt. „Na Słownik Mączyńskiego”.
Żebyś do szkoły nie po wszytko chodził,

Ale sam czasem drugiemu dogodził,

Wielką mieć pomoc z tych ksiąg, gościu, będziesz,

Gdy nad łacińskim językiem usiędziesz.

Nie bądźcie hardzi swym żakom, mistrzowie,

Wszystko tu najdzie, co wy macie w głowie.

### Ważniejsze dzieła
- Rozprawa o języku słowiańskim (utwór zaginiony), powst. przed 1548; wymienia go T. Bibliander (Buchamnn) De ratione communi omnium linguarum et literarum commentarius, Zurych 1548
- Lexicon Latino-Polonicum ex optimis Latinae linguae scriptoribus concinnatum, Królewiec 1564, drukarnia J. Daubmann (dod.: List F. Melanchtona pt. De origine gentis Henetae Polonicae..., wiersze pochwalne: P. Roizjusza, J. Kochanowskiego, J. D. Solikowskiego, J. Weigeliusa, A. Trzecieskiego, J. Lubelczyka); fragm. dedykacji Zygmuntowi Augustowi w przekł. polskim M. Brożka wyd. W. Taszycki „Obrońcy języka polskiego. Wiek XV–XVIII”, Wrocław, Biblioteka Narodowa, seria I, nr 146; zasób leksykalny polski wyd. krytyczne pt. Wyrazy polskie w słowniku łacińsko-polskim J. Mączyńskiego, cz. 1: A-O, oprac. W. Kuraszkiewicz, Wrocław 1962, BPP, seria B, nr 12, cz. 2: P-Z, oprac. W. Kuraszkiewicz; opis bibliograficzny: W. Korotaj, Wrocław 1963, BPP, seria B, nr 12

### Listy i materiały
- 6 listów z lat 1546–1565 (m.in. do: J. Łaskiego, F. Lismanina, K. Pellikana), wyd. T. Wotschke „Der Briefwechsel der Schweizer mit den Polen”, Archiv f. Reformationsgeschichte, Ergänzungsband 3 (1908)
- Do J. Łaskiego, dat. 31 grudnia 1546, wyd. T. Wotschke „Herzog Albrechts Briefe an Johann Laski”, Altpreussische Monatsschrift, t. 45 (1908), s. 467–470
- Do A. Vergeriusa, dat. w Wilnie 7 marca 1560, wyd. T. Wotschke „Abraham Culvensis”, Altpreussische Monatsschrift, t. 42 (1905), s. 214–216
- List do S. Hozjusza, dat. we wsi Nichniewicze (na Litwie) 9 grudnia 1564; rękopis w bibliotece w Gocie, sygn. III 53 autogr.
- Dokument, dat. 9 lutego 1553, dot. instalacji na kanonię katedry poznańskiej; ogł. R. Weimann Receptiones seu installationes ad episcopatum, praelatures et canonicatus Ecclesiae Cathedralis Poznaniensis ab anno 1522 usque ad annum 1800, Roczniki Towarzystwa Przyjaciół Nauk Poznania, t. 35 (1909), s. 37
- Kwit pieniężny, dat. w Warszawie 28 grudnia 1653, wyd. T. Wierzbowski Materiały do dziejów piśmiennictwa polskiego, t. 1, Warszawa 1900, s. 118

### Utwór mylnie przypisywany
- Lament Matki Korony Poleskiej ze śmierci przesławnego Pana Stefana..., 1586 (brak miejsca wydania); wyd. homograficzne, Kraków 1882 (utwór ten przypisywany J. Mączyńskiemu przez H. Juszyńskiego, jest dziełem Jana Miączyńskiego; por. Estreicher XXII, 321)